# Neuroleptoanalgezja
Neuroleptoanalgezja (NLA) – znieczulenie osiągane przez dożylne podanie krótko działającego analgetyku narkotycznego (np. fentanylu) oraz silnego neuroleptyku (np. droperidol), powodujące analgezję (znieczulenie) i silną sedację (uspokojenie) bez utraty przytomności. Pacjent nie odczuwa lęku ani bólu, jest uspokojony psychicznie i ruchowo, pozbawiony emocji i obojętny na bodźce zewnętrzne. Jednocześnie ma zachowaną świadomość i utrzymuje kontakt z otoczeniem.